# Manuel Carreira
Manuel María Carreira Vérez, S.J. (Valdoviño, La Coruña, 31 de mayo de 1931-Salamanca, 3 de febrero de 2020) fue un sacerdote jesuita, teólogo, filósofo y astrofísico español;  miembro del Observatorio Vaticano, a cuya junta directiva perteneció durante quince años. Fue asesor y colaborador en varios proyectos de la NASA y durante más de treinta años impartió clases en distintas universidades como la John Carroll University y la Universidad Pontificia Comillas de Madrid. En 1999 la Junta de Galicia le otorgó la Medalla Castelao.

## Biografía
Manuel Carreira, nacido en Vilarrube (Valdoviño), creció en Villalba e ingresó en la Compañía de Jesús en 1948, Realizó estudios de Lenguas clásicas en la Universidad de Salamanca y de filosofía en la Universidad Pontificia Comillas, donde obtuvo la licenciatura en Filosofía con Magna cum laude en 1957. Ese mismo año fue enviado a Estados Unidos para continuar con sus estudios en la Universidad Loyola Chicago, donde obtiene la licenciatura en Sagrada Teología con Summa cum laude en 1961. Un año antes, en 1960, había sido ordenado sacerdote. De 1962 a 1966 estudia un máster en Física en la Universidad John Carroll de Cleveland. Una vez obtenido el máster en Física (1966) con un trabajo sobre el efecto del láser en líquidos es enviado a la Pontificia Universidad Gregoriana de Roma para profundizar en sus estudios de filosofía durante un semestre. 
En 1967 regresa a Estados Unidos para iniciar los cursos de doctorado en Física en la Universidad Católica de América, en Washington. En 1971 defendió su tesis doctoral sobre rayos cósmicos dirigida por Clyde Cowan, físico descubridor del neutrino, obteniendo así el doctorado en Física. Durante su estancia en los Estados Unidos, ejerció como sacerdote en varias parroquias.
Fue profesor de Física y Astronomía en la Universidad Católica de América de 1972 a 1975. De 1971 a 2002 ejerce como profesor de Filosofía de la naturaleza y de las ciencias en la Universidad Pontificia Comillas de Madrid, y de Física y Astronomía en la Universidad John Carroll desde 1975. 
Carreira fue defensor de la compatibilidad entre ciencia y fe, campos que en su opinión no han sido nunca opuestos ni podrán serlo, a pesar de que hay «una especie de obsesión» en hacer ver lo contrario. Considera que ambas son dos maneras parciales de conocer la realidad que deben complementarse entre sí, ya que ni la ciencia puede decir directamente nada de teología, ni la fe responder a cuestiones materiales.
Se dio a conocer en España al público no especializado en cuestiones científicas por su participación en el programa Lágrimas en la lluvia (2010-2013), presentado por el escritor Juan Manuel de Prada.
Falleció a los ochenta y ocho años en Salamanca el 3 de febrero de 2020. Las exequias se celebraron en la capilla de San Estanislao (Salamanca).

## Obras

#### Libros:
- El creyente ante la ciencia (1982).
- Metafísica de la materia: Núcleos temáticos de Filosofía de la Naturaleza, materia no viviente (2001).
- Ciencia y fe, ¿relaciones de complementariedad? Algunas cuestiones cosmológicas (2004).
- El hombre en el cosmos (2009).
- El hombre y el Universo ¿Somos fruto del azar? (2009).
- En torno al Darwinismo (2010). Escrito en colaboración con Julio A. Gonzalo.
- El origen y la evolución de la vida (2010).
- Intelligible Design: A Realistic Approach To The Philosophy And History Of Science (2013). Escrito en colaboración con Julio A. Gonzalo.
- Reason, Science & Revelation (2014). Escrito en colaboración con Julio A. Gonzalo.
- Everything Coming Out of Nothing vs. a Finite, Open and Contingent Universe (2018). Escrito en colaboración con Julio A. Gonzalo.

###### Colaboración en obras colectivas[17]
- "Implicaciones teológicas de la física moderna", en Fe en Dios y ciencia actual, 2002: 143-172.

- "La Sábana Santa de Turín desde el punto de vista de la física", en La Sábana Santa de Turín y el Santo Sudario de Oviedo, 2011: 27-46.

- "La revolución post-renacentista: la nueva ciencia 'Prof. Jaki and Cosmology'", en Proceedings of the Summer Course: Science and Faith in Stanley Jaki, 2017: 117-130.

###### Artículos[18]
- "Horizontes cósmicos", en Cuenta y razón, 46 (1989): 63-76.
- "Sindone y sudario: la actitud de un científico", en Memoria ecclesiae, 36 (2012): 15-28.
- "Verdad, ciencia y fe", en Altar Mayor, 147 (2012): 551-566.
- "¿Cómo investigar en la Universidad desde las dimensiones Fe-Razón?", en Fides et Ratio, 1 (2016): 63-76.

## Distinciones
- Centennial Medal otorgada por la Universidad John Carroll de Cleveland en 1987.[14]
- Medalla Castelao otorgada por la Junta de Galicia en 1999.[10]